# Ligne 2 du métro de Valence
La ligne 2 (en catalan : Línia 2 de Metrovalència) est l'une des dix lignes du réseau du métro de Valence et l'une des six lignes de métro, ouverte en octobre 1988 et rouverte en mars 2015. Elle est exploitée par FGV et dessert onze communes.

## Historique
La ligne 2 ouvre le 8 octobre 1988, avec la mise en service d'un tunnel de 7 km creusé sous la ville de Valence par l'entreprise publique Ferrocarriles de vía estrecha (FEVE) afin de relier les lignes Valence-Llíria et Valence-Villanova de Castelló. Entre 1998 et 2015, la ligne 2 disparaît au profit de deux trajets alternatifs de la ligne 1 avec un tronçon commun entre Empalme et Torrent : Bétera-Castelló de la Ribera / Villanueva de Castellón et Líria-Torrent Avinguda. Les deux lignes sont de nouveau scindées, et la ligne 2 reprend à cette occasion le terminus de Torrent Avinguda,.

## Caractéristiques

### Ligne
La ligne compte 33 stations, dont dix souterraines, et parcourt 39,75 km. Les rails sont à écartement métrique et la voie est double uniquement entre les stations Paterna (Paterna) et Torrent Avinguda (Torrent). Entre Empalme et Torrent, la ligne assure un service de type métropolitain, tandis qu'au-delà de ces deux stations, elle présente un caractère de train de banlieue ou de transport régional,.
Elle traverse onze communes, du nord au sud : Llíria, Benaguasil, La Pobla de Vallbona, L'Eliana, Riba-roja de Túria, Paterna, Valence, Burjassot, Paiporta, Picanya et Torrent.

### Stations et correspondances
|  |   |  | Station                    | Communes                     | Correspondances |
|  | - |  | -------------------------- | ---------------------------- | --- |
|  | ■ |  | Llíria                     | Llíria                       | |
|  | o |  | Benaguasil                 | Benaguasil                   | |
|  | o |  | Fondo de Benaguasil        | Benaguasil                   | |
|  | o |  | La Pobla de Vallbona       | La Pobla de Vallbona         | |
|  | o |  | Gallipont-Torre del Virrei | L'Eliana                     | |
|  | o |  | L'Eliana                   | L'Eliana                     | |
|  | o |  | Montesol                   | L'Eliana                     | |
|  | o |  | El Clot                    | Riba-roja de Túria           | |
|  | o |  | Entrepins                  | L'Eliana                     | |
|  | o |  | La Vallesa                 | Paterna                      | |
|  | o |  | La Canyada                 | Paterna                      | |
|  | o |  | Font del Barranc           | Paterna                      | |
|  | o |  | Fuente del Jarro           | Paterna                      | |
|  | o |  | Santa Rita                 | Paterna                      | |
|  | o |  | Paterna                    | Paterna                      | |
|  | o |  | Campament                  | Paterna                      | |
|  | o |  | Les Carolines-Fira         | Valence (Poblados del Oeste) | |
|  | o |  | Benimàmet                  | Valence (Poblados del Oeste) | |
|  | o |  | Cantereria                 | Burjassot                    | |
|  | o |  | Empalme                    | Burjassot                    | Ligne 1 du métro de Valence · Ligne 4 du métro de Valence                                                             |
|  | o |  | Beniferri                  | Valence (Benicalap)          | Ligne 1 du métro de Valence                                                                                           |
|  | o |  | Campanar                   | Valence (Campanar)           | Ligne 1 du métro de Valence                                                                                           |
|  | o |  | Túria                      | Valence (Campanar)           | Ligne 1 du métro de Valence                                                                                           |
|  | o |  | Àngel Guimerà              | Valence (Extramurs)          | Ligne 1 du métro de Valence · Ligne 3 du métro de Valence · Ligne 5 du métro de Valence · Ligne 9 du métro de Valence |
|  | o |  | Plaça Espanya              | Valence (Extramurs)          | Ligne 1 du métro de Valence                                                                                           |
|  | o |  | Jesús                      | Valence (Jesús)              | Ligne 1 du métro de Valence · Ligne 7 du métro de Valence                                                             |
|  | o |  | Patraix                    | Valence (Patraix)            | Ligne 1 du métro de Valence · Ligne 7 du métro de Valence                                                             |
|  | o |  | Safranar                   | Valence (Patraix)            | Ligne 1 du métro de Valence · Ligne 7 du métro de Valence                                                             |
|  | o |  | Sant Isidre                | Valence (Patraix)            | Ligne 1 du métro de Valence · Ligne 7 du métro de Valence · Cercanías de Valence                                      |
|  | o |  | València Sud               | Valence (Pobles del Sud)     | Ligne 1 du métro de Valence · Ligne 7 du métro de Valence                                                             |
|  | o |  | Picanya                    | Picanya                      | Ligne 1 du métro de Valence · Ligne 7 du métro de Valence                                                             |
|  | o |  | Paiporta                   | Paiporta                     | Ligne 1 du métro de Valence · Ligne 7 du métro de Valence                                                             |
|  | o |  | Torrent                    | Torrent                      | Ligne 1 du métro de Valence · Ligne 7 du métro de Valence                                                             |
|  | ■ |  | Torrent Avinguda           | Torrent                      | Ligne 7 du métro de Valence                                                                                           |

## Exploitation
La ligne est exploitée par les Ferrocarrils de la Generalitat Valenciana (FGV), sous la marque Metrovalència.

### Matériel roulant
La ligne est servie par des trains de type série 4300, produits par Vossloh.

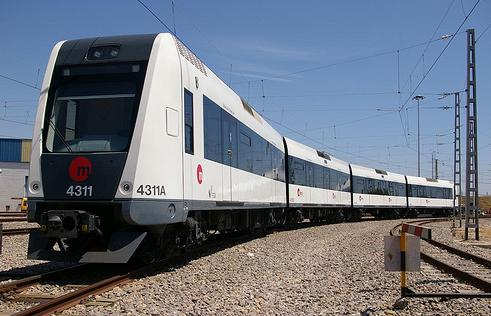
Un train série 4300.